# ドゥアルテ (ギマランイス公)

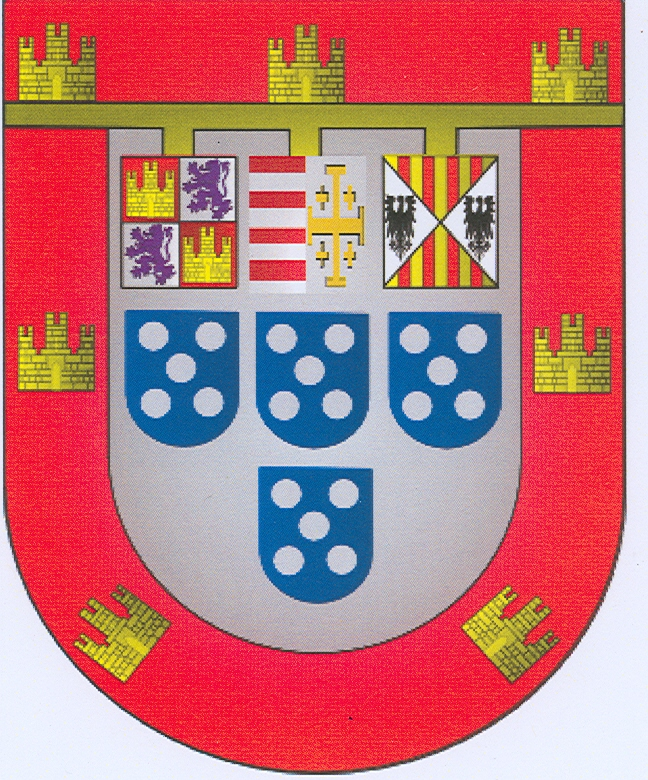
ギマランイス公ドゥアルテの紋章

ドゥアルテ・デ・ポルトゥガル（Duarte de Portugal, 1515年10月7日 - 1540年9月20日）は、ポルトガルの王族、ギマランイス公爵（duque de Guimarães）。マヌエル1世の息子の一人。

## 生涯
マヌエル1世とその2番目の妻でカトリック両王（アラゴン王フェルナンド2世とカスティーリャ女王イサベル1世）の娘であるマリア・デ・アラゴンの間の第9子、六男として生まれた。父にとっては7番目の息子である。ドミニコ会修道士で人文主義者のアンドレ・デ・ヘゼンデ（André de Resende）に教育を受け、狩猟を好み、音楽家としての才能も持っていた。
1537年にブラガンサ公ジャイメ1世の娘で又従姉にあたるイザベルと結婚した。イザベルは結婚に際し、婚資としてギマランイス公爵領を持参したため、ドゥアルテは第4代ギマランイス公爵となった。1540年に24歳で没し、リスボンのジェロニモス修道院に葬られた。

## 子女
妻イザベルとの間に1男2女をもうけた。
- マリア（1538年 - 1577年） - 1565年、パルマ公アレッサンドロ・ファルネーゼと結婚
- カタリナ（1540年 - 1614年） - 1543年、ブラガンサ公ジョアン1世と結婚
- ドゥアルテ2世（1541年 - 1576年） - ギマランイス公